# Madhukar - Enlighten Life
Madhukar – Enlighten Life, ein westlicher Zweig des Jnana Yoga (dem „Yoga des Wissens“), ist inhaltlich der Philosophie der Nicht-Dualität verwandt, ist erkenntnisorientiert und zielt auf direkte Selbsterkenntnis. In diesen non-dualistischen Traditionen steht Stille für das zeitlose Ewige, den Daseinsgrund, in dem alles entsteht und wieder vergeht.

## Begründer
Madhukar - Enlighten Life wurde begründet und etabliert durch den Advaita Meister Madhukar.
Seit 1997 wird Madhukar eingeladen, Madhukar - Enlighten Life in Satsangs und Retreats in mehr als 25 Ländern der Welt zu teilen.

## Philosophische Kernaussagen
Madhukar: „Stille ist die mächtigste Kraft im Universum. Sie ist der Daseinsgrund von Allem. In Stille offenbaren sich innerer Frieden und Glück.“
Madhukar - Enlighten Life mit Madhukar soll es ermöglichen inneren Frieden zu finden. Im Satsang verweist der Bewusstseinslehrer oder Guru auf die wahre Natur des Menschen, nämlich Frieden. Madhukar: „Ein Meister leert den Geist. Er füllt das Herz.“
Durch geführte Advaita Meditation und Selbstergründung oder Atma Vichara kann laut Madhukar realisiert werden, dass Friede immer schon die wahre innere Essenz des Menschen ist.
Madhukar: „Erleuchtung ist jedem möglich.“

## Elemente
Madhukar – Enlighten Life, bestehend aus meditativer Stille und Unterweisung, sind Events, bei denen der unruhige Verstand zur Ruhe kommt.
Durch Stille, Meditation, Dialog, Musik, Mantren und Ecstatic Dance, durch Madhukars Präsenz und Zuwendung gelingt es gemäß Madhukar leicht, in die Stille einzutauchen und eine neue Harmonie zu erfahren. Seine klare Anleitung ermögliche es, diese Balance im Alltag weiterzuleben.

## Prinzip
Die Lehre des Madhukar - Enlighten Life soll es den Menschen ermöglichen, sowohl die Herausforderungen eines modernen Lebens im 21. Jahrhundert zu meistern, als auch ihr wahres Potenzial zu entfalten.
Die Madhukar - Enlighten Life Events seien eine Möglichkeit, Kraft zu schöpfen, dauerhaften Frieden zu finden, Tiefenentspannung und eine erhöhte Stresstoleranz zu erfahren, wie auch eine neue Balance und Gelassenheit im Alltag zu erreichen. Darüber hinaus ermöglicht dies gemäß Madhukar, Sahaja Samadhi oder natürliche Erleuchtung zu erfahren. Dadurch wird laut Madhukar der unruhige Verstand, der sich um Vergangenheit und Zukunft sorgte, zurück in die Gegenwart geholt und ein bewussteres, leichteres und erleuchtetes Leben ermöglicht.

## Werke
- Erwachen in Freiheit. Lüchow, Stuttgart 2004, ISBN 3-363-03054-1.
- Einssein: Klarheit und Lebensfreude durch Advaita. Lüchow, Stuttgart 2006, ISBN 3-363-03120-3.
- The Simplest Way. Arunachala, Cochin 2006, ISBN 81-89658-04-2.
- Oneness - Clarity and Joy of Life through Advaita ISBN 978-3-033-05166-9
- Enhet: Klarhet och Livsglädje genom Advaita, GM